# Guacotecti
Guacotecti es un distrito del municipio Cabañas Este del departamento de Cabañas, El Salvador. Tiene una población estimada de 7.585 habitantes para el año 2024.

## Historia
La localidad es de origen precolombino y fue habitada sucesivamente por grupos lencas y pipiles. En 1550 tenía una población de unos 850 habitantes. Hacia 1770, según el arzobispo de Guatemala Pedro Cortés y Larraz, había unas 104 personas. Ingresó al partido de Sensuntepeque de la intendencia de San Salvador en 1786. Después pasaría a pertenecer al departamento de San Vicente, y se anexó a Cabañas en 1873. 
En el 8 de abril de 1889 la Asamblea Nacional, considerando que Guacotecti carecía de los elementos necesarios para su adelanto por los pocos habitantes que tenía en los tres cantones que comprendían su jurisdicción, decretó que se agreguen a la jurisdicción de Guacotecti los cantones Pié de la Cuesta, San Lorenzo, Cunchique y San Matías, quedando estos separados de la jurisdicción de Sensuntepeque; el decreto es aprobado por el presidente Francisco Menéndez en el 10 de abril.
En el 10 de marzo de 1892 la Asamblea Nacional acordó estar de conformidad con la solicitud de los vecinos de Sensuntepeque a que se regresen a la jurisdicción de Sensuntepeque los cantones agregados a Guacotecti en el 8 de abril de 1899; el presidente Carlos Ezeta aprobó el acuerdo en el 17 de marzo.
Obtuvo el título de villa por un decreto legislativo del 19 de marzo de 1909.

## Información general
El distrito cubre un área de 21,01 km² y la cabecera tiene una altitud de 640 m s. n. m. Las fiestas patronales se celebran en el mes de enero en honor a Santa Salomé. El topónimo Lenca salvadoreño Guacotecti significa «Sumo Sacerdote de los Tesoros».